# Minardi M188
O M188/M188B foi o modelo da Minardi da temporada de 1988 e até a terceira prova de 1989 da Fórmula 1.
Condutores: Adrián Campos, Luis Perez Sala e Pierluigi Martini.  

## Resultados[1]
(legenda)
| Ano  | Chassi | Motor                | Pneus | N° | Pilotos           | 1   | 2   | 3   | 4   | 5   | 6   | 7   | 8   | 9   | 10  | 11  | 12  | 13  | 14  | 15  | 16  | Pontos | Posição |  |
| ---- | ------ | -------------------- | ----- | -- | ----------------- | --- | --- | --- | --- | --- | --- | --- | --- | --- | --- | --- | --- | --- | --- | --- | --- | ------ | ------- |  |
|      |        |                      |       |    |                   |     |     |     |     |     |     |     |     |     |     |     |     |     |     |     |     |        |         |  |
|      |        |                      |       |    |                   | BRA | SMR | MON | MEX | CAN | USE | FRA | GBR | GER | HUN | BEL | ITA | POR | ESP | JAP | AUS |        |         |  |
| 1988 | M188   | Ford Cosworth DFZ V8 | G     | 23 | Adrián Campos     | Ret | 16  | NQ  | NQ  | NQ  |     |     |     |     |     |     |     |     |     |     |     | 1      | 10º     |  |
| 1988 | M188   | Ford Cosworth DFZ V8 | G     | 23 | Pierluigi Martini |     |     |     |     |     | 6   | 15  | 15  | NQ  | Ret | NQ  | Ret | Ret | Ret | 13  | 7   | 1      | 10º     |  |
| 1988 | M188   | Ford Cosworth DFZ V8 | G     | 24 | Luis Perez-Sala   | Ret | 11  | Ret | 11  | 13  | Ret | NC  | Ret | NQ  | 10  | NQ  | Ret | 8   | 12  | 15  | Ret | 1      | 10º     |  |
|      |        |                      |       |    |                   |     |     |     |     |     |     |     |     |     |     |     |     |     |     |     |     |        |         |  |
|      |        |                      |       |    |                   | BRA | SMR | MON | MEX | CAN | USA | FRA | GBR | GER | HUN | BEL | ITA | POR | ESP | JAP | AUS |        |         |  |
| 1989 | M188B  | Ford Cosworth DFZ V8 | P     | 23 | Pierluigi Martini | Ret | Ret | Ret |     |     |     |     |     |     |     |     |     |     |     |     |     | 0 (6)1 | 10º     |  |
| 1989 | M188B  | Ford Cosworth DFZ V8 | P     | 24 | Luis Perez-Sala   | Ret | Ret | Ret |     |     |     |     |     |     |     |     |     |     |     |     |     | 0 (6)1 | 10º     |  |

↑1  Do México até o final da temporada, Sala conduziu o M189 e Martini até a Espanha e Austrália e Barilla apenas no Japão. Com o M189, a escuderia marcou 6 pontos totais. 